# Al·la Xélest
Al·la Xélest   (Smolensk, 26 de febrer de 1919 - Sant Petersburg, 7 de desembre de 1998) va ser una ballarina, coreògrafa i directora de dansa russa, "una estrella del Ballet Kirov durant els anys quaranta i cinquanta".
Shelest va néixer a Smolensk, Rússia i va ser acceptat a l'Institut Coreogràfic de Leningrad (ara conegut com a Acadèmia de Vaganova). La seva formació primerenca va ser per Ielizaveta Guerdt, però quan es va fer més gran, va estudiar amb Agrippina Vaganova. Després de la seva graduació el 1937 (on va fer un gran impacte ballant al ballet Katerina de Leonid Lavrovski), va ser acceptada al Ballet de Kirov i va començar a ballar papers de solista gairebé immediatament. Es va fer coneguda com una ballarina dramàtica consumada.
Durant la Segona Guerra Mundial, per escapar del setge nazi de Leningrad (avui Sant Petersburg), gran part del Ballet de Kirov, inclòs Xélest, va marxar a Perm el 1942. És allà on va ballar molts dels seus papers principals per primera vegada, inclosa la seva primera Aurora en La Bella Dorment, ballarina de carrer a Don Quixot i un dels seus papers més importants, la fogosa Zarema a La font de Bakhtxissarai. En tots aquests papers, es va veure molt influenciada per les dramàtiques teories de Stanislasky i va ser aclamada per la introducció d'una forma d'actuació realista en el ballet.
Després de la guerra, Xélest també va estar al capdavant dels desenvolupaments de la dansa russa. Va actuar en les noves obres de Zakharov, Bourmeister, Sergeyev i Yakobson, i va tenir un èxit increïble el 1956 com Aegina a Spartacus de Yakobson a causa del seu innat sentit del desenvolupament i del personatge. La seva primera Giselle el mateix any va crear un nou terreny per oferir un enfocament més realista del drama i va ser considerada una revelació en aquell moment.
A la dècada de 1950 es va casar amb el coreògraf Iuri Grigoróvitx i va ballar en moltes de les seves creacions, tant Katerina com Mistress of the Copper Mountain o The Stone Flower, i també com Mekhmene Banu a The Legend of Love, que després seria la seva interpretació de comiat, 26 anys després a l'endemà de la seva graduació. Més tard es van divorciar i Grigorovich i aquest es va casar amb la ballarina del Bolxoi Natalia Bessmertnova. Xélest va fer relativament poques gires estrangeres, però, el 1953, se li va permetre actuar a Anglaterra amb una petita colla de ballarins. Va crear sensació durant l'estada de cinc setmanes, però no va abandonar els països del Teló d'acer durant la resta de la seva carrera.
Sovint se la descriu sovint com un "feu de l'escena" amb la ballarina estrella de Kirov, Natàlia Dudínskaia, que sovint va afectar-la de la seva posició a la companyia, especialment quan el marit de Dudinskaya, Konstantín Serguéiev, era el director artístic. Xélest va tenir un profund impacte en moltes ballarines soviètiques dels anys 1950-70, entre elles Maia Plissétskaia, que la considerava la ballarina més gran que havia vist mai. El 1953 es va convertir en Artista d'Honor de l'URSS i, el 1957, Artista de Pobles. Després d'una jubilació i una carrera posterior a la dansa com a coreògrafa, directora de l'empresa regional i instructora de l'Acadèmia de Vaganova, Shelest va morir a Sant Petersburg el 7 de desembre de 1998.